# Magnicharters

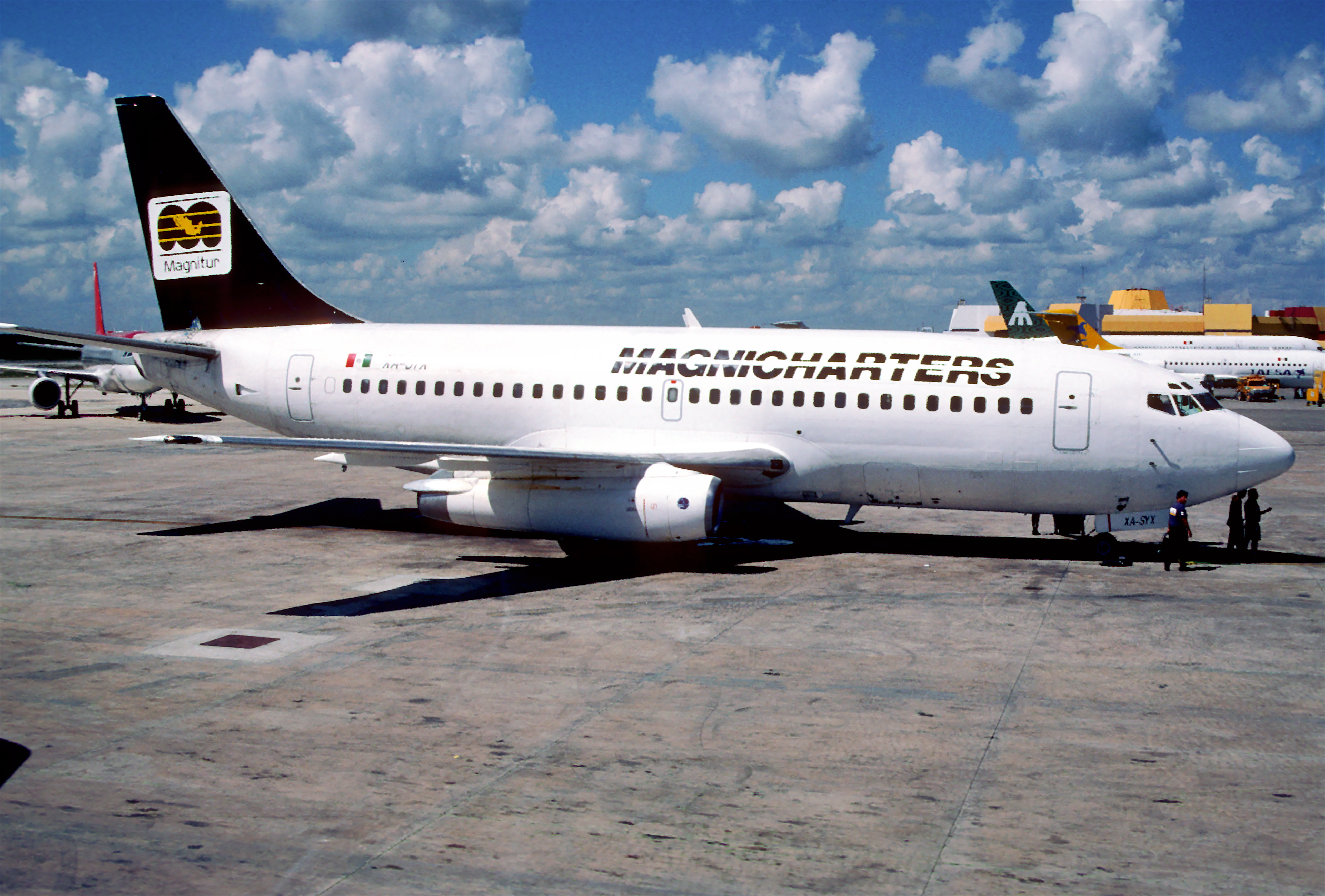
Boeing 737-222 de Magnicharters (XA-SYX) en el Aeropuerto Internacional de Cancún en 1997.

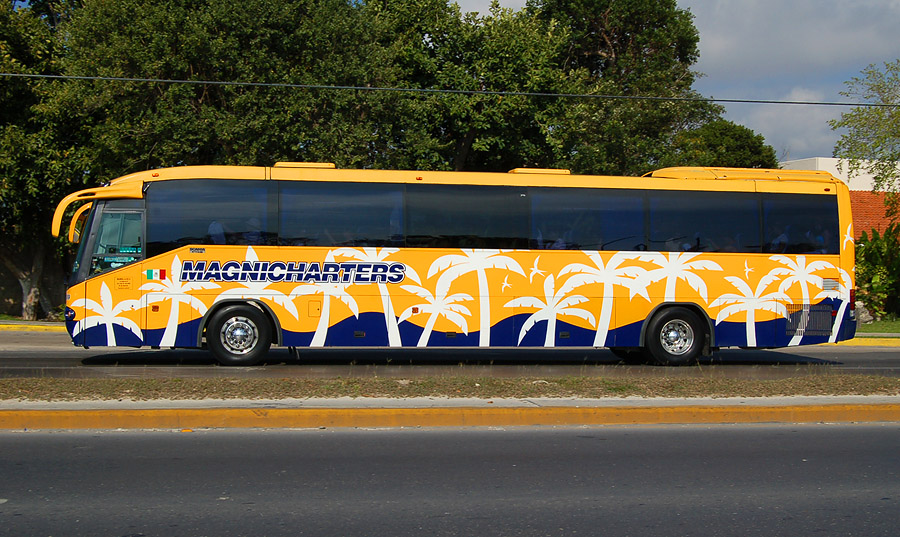
Autobús de enlace de Magnicharters en Cancún.

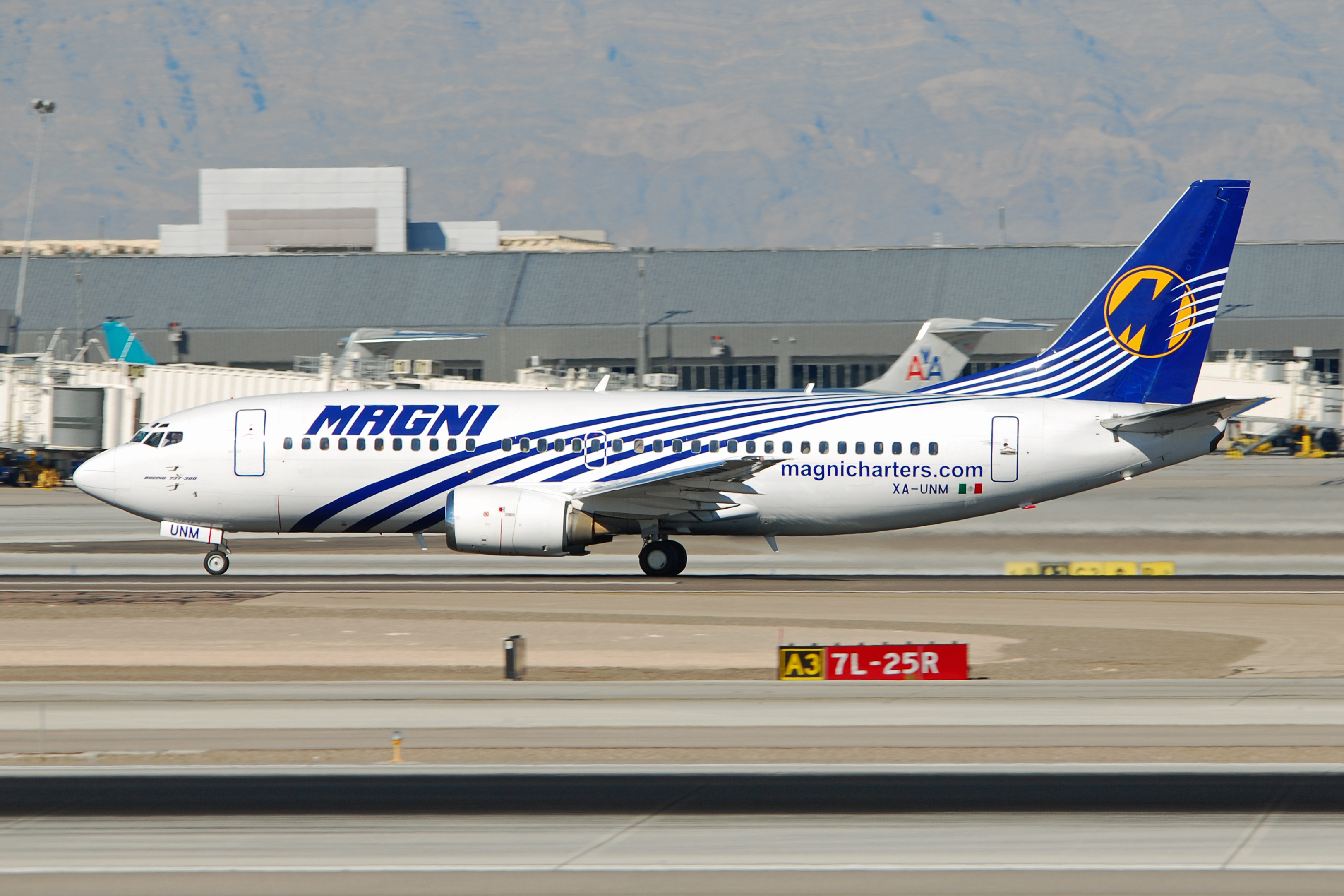
Boeing 737-300 de Magnicharters en el Aeropuerto Internacional Harry Reid.

Grupo Aéreo Monterrey S.A. de C.V., o simplemente Magnicharters, es una aerolínea comercial mexicana, subsidiaria de Magnicun y Magnibus fundada en Monterrey, Nuevo León, México en 1994, con base principal en el Aeropuerto Internacional de la Cd. de México. Tiene su sede en la Colonia Juárez de esa misma ciudad.

## Historia
En los años 80 los hermanos Bojorquez empezaron a trabajar con su tío Alberto Bojorquez, alguien muy conocido en el ámbito turístico de México. En 1984 los mismos crearían su propia agencia turística llamada Magnitur que es hasta la fecha una de las agencias turísticas más importantes y la más grande del país. Alrededor del año 1990 empezaron a rentar la mitad de un avión y así ofrecer vuelos chárter.
Fundada Magnicharters en 1994, comenzarían a operar con el vuelo MEX-CUN con el mismo formato chárter pero ahora con el avión completo y empezaría a experimentar un rápido crecimiento llegando a tener en 2004 diez aviones y a ser reconocida por su excelente servicio a bordo y buen desempeño.

### Suspensión y reinicio
El 13 de junio de 2008 la SCT encontró varias anomalías en los aviones por lo que fueron suspendidos por noventa días para corregir sus desperfectos. Diez días después los aviones Boeing 737-300 volverían a operar pero no los serie 200 ya que presentaban más anomalías que los anteriores; días más tarde los serie 200 volverían a operar también.

### Actualidad
La compañía se dedica al turismo nacional, principalmente a los destinos de playa en México. La base principal se encuentra en la Ciudad de México, adicionalmente cuenta con dos sub-bases en Guadalajara y Monterrey. En el 2016, la compañía cuenta con doce aviones Boeing 737.
En 2020 durante la pandemia de COVID-19 entró en una crisis debido a los cambios de fechas y cancelaciones de servicios aéreos además de los paquetes turísticos, pilar de la compañía, así que tomaron la decisión de cancelar frecuencias entre la más afectada fue BAJIO-CANCÚN. Según el Lic. Luis Bojórquez se retomarán operaciones BAJÍO-CANCÚN a partir del Verano 2021.

## Infraestructura
Paralelamente a contar con el servicio de transporte aéreo Magnicharters cuenta con servicio de transporte en tierra; Magnicun y Magnibus, son utilizados para prestar servicios con fines turísticos en las zonas de playa con más tráfico de personas en el país, utilizados comúnmente por excursionistas.

### Servicios retirados

#### Magnicharters VIP
Durante octubre de 2004 sería modificado un Boeing 737-200 con:
- Asientos de piel más anchos y en una configuración de 2-2
- Más separación entre asientos
- Comida gourmet
- Bar con bebidas exclusivas e ilimitadas

El proyecto iba dirigido especialmente a gente que viajaba por motivos de trabajo, sin embargo no duró mucho y dejó de usarse como VIP alrededor del 2005.

## Destinos
Magnicharters cuenta con una variedad de destinos principalmente nacionales pues tiene 22 destinos en la República Mexicana, 2 en Estados Unidos, 2 en Cuba y 1 en República Dominicana los cuales son los siguientes:
|  | Centro de conexiones |
|  | Próximo destino      |
|  | De temporada         |
|  | Destino cancelado    |

## Flota

### Flota actual
A junio de 2025 Magnicharters cuenta con los siguientes aviones Boeing 737 con un promedio de edad de 29.3 años:

### Flota Histórica
Magnicharters contó en su tiempo con 5 aeronaves Boeing 727-100 mediante arrendamiento de corto plazo durante temporada vacacional alta que posteriormente eran regresados a su dueño y 2 aeronaves Boeing 737-100 que operaron por un corto tiempo.

## Incidentes y accidentes
- El 27 de abril de 2009 el vuelo 585, un Boeing 737-200, aterrizó de emergencia en el Aeropuerto Internacional de Guadalajara con problemas en el tren de aterrizaje debido a que un neumático tenía un alto desgaste, no hubo víctimas.

- El 26 de noviembre de 2015 el vuelo 779, a un Boeing 737-300 le colapsa el tren de aterrizaje mientras aterrizaba en el Aeropuerto Internacional de la Ciudad de México, no hubo heridos.

- El 14 de julio de 2019 el vuelo 801 matrícula XA-UUI Boeing 737-300 sufrió la ingesta de ave durante el ascenso inicial de la pista 22 del Aeropuerto Internacional de Puerto Vallarta cuando cubría con destino al Aeropuerto Internacional de la Ciudad de México.

## Galería de fotos

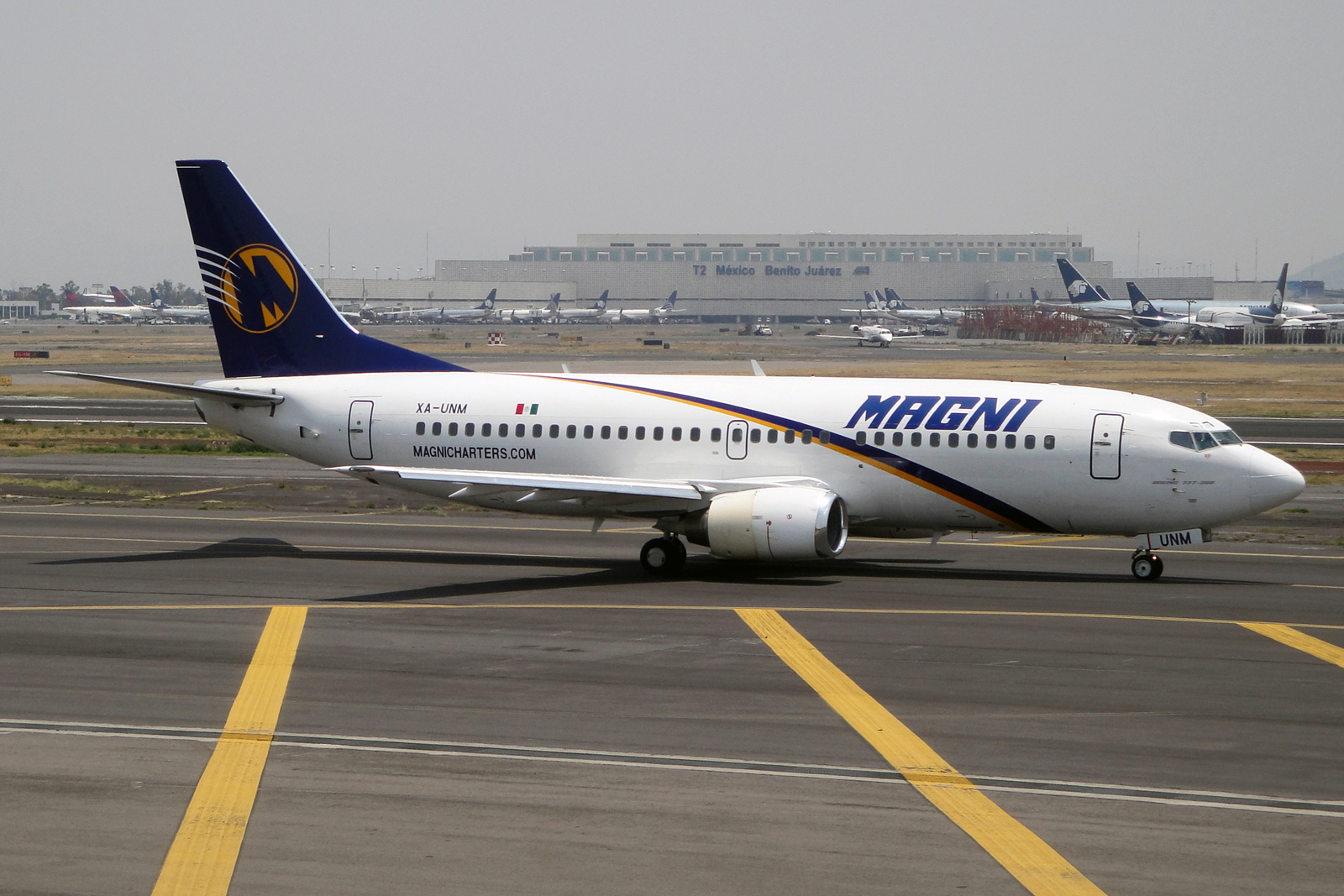
Boeing 737-322 de Magnicharters XA-UNM en el Aeropuerto Internacional de la Ciudad de México.
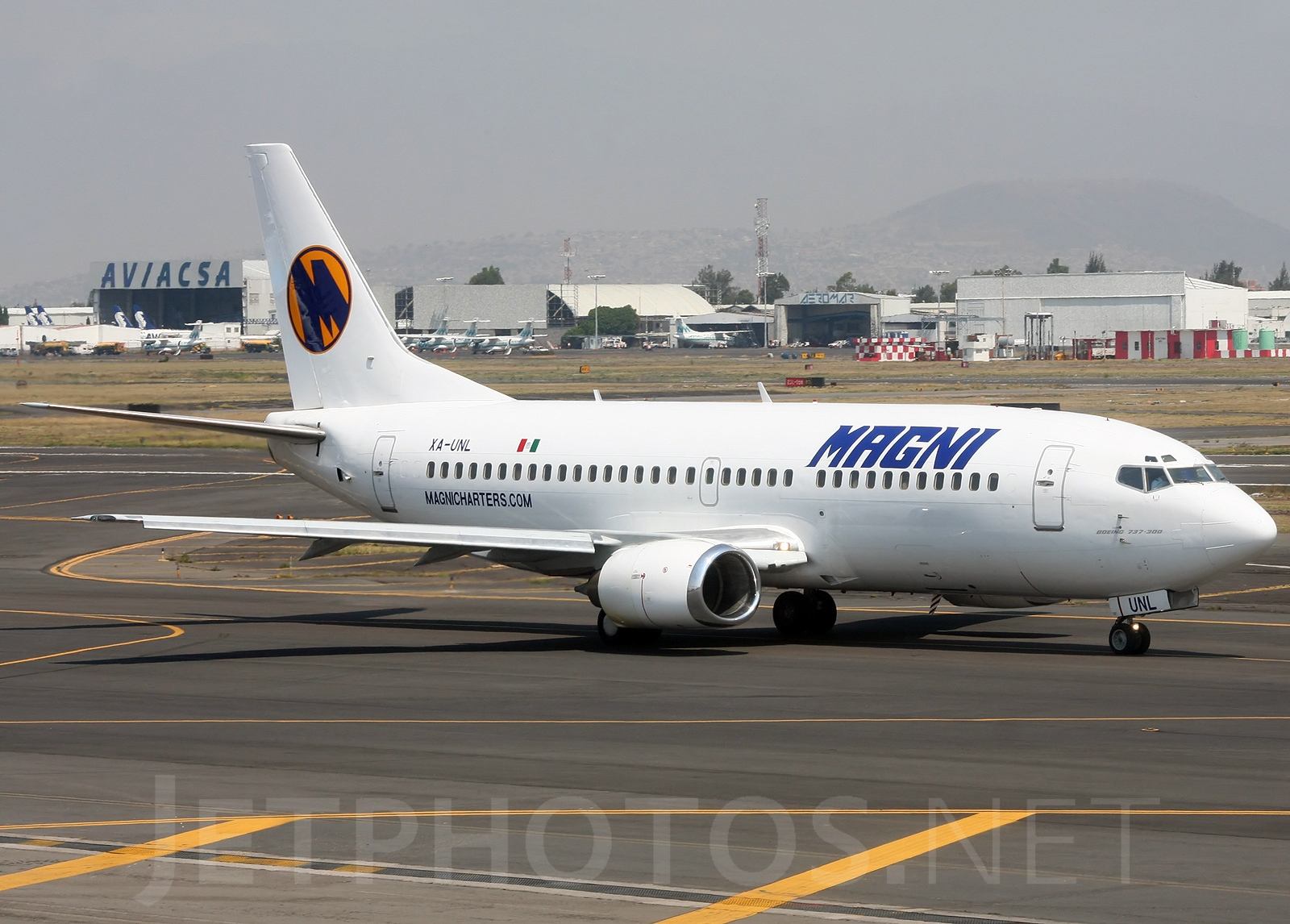
Boeing 737-322 de Magnicharters XA-UNL en el Aeropuerto Internacional de la Ciudad de México.
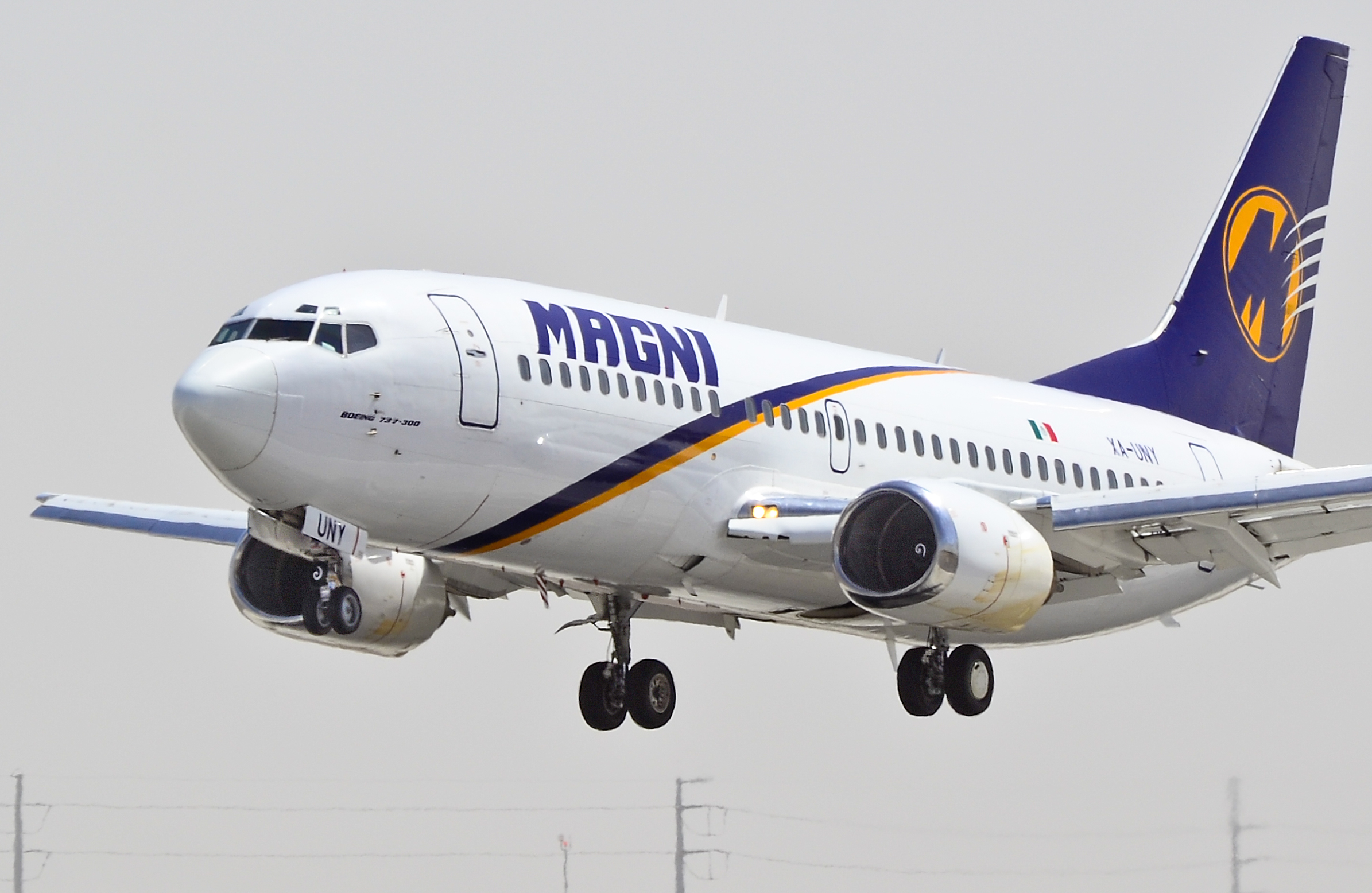
Boeing 737-322 de Magnicharters XA-UNY aterrizando en el Aeropuerto Internacional Harry Reid.
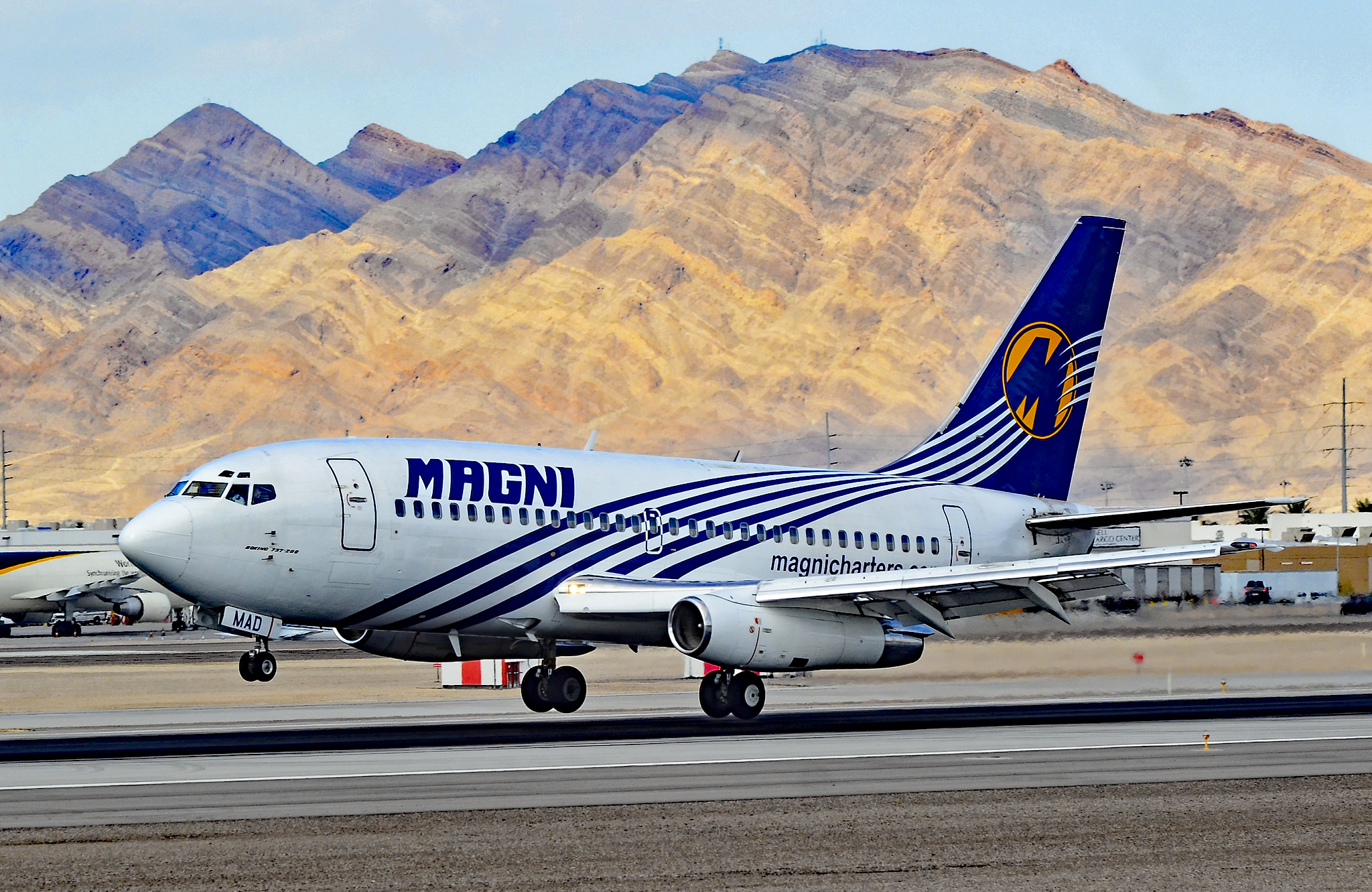
Boeing 737-277 Adv. de Magnicharters XA-MAD aterrizando en el Aeropuerto Internacional Harry Reid.
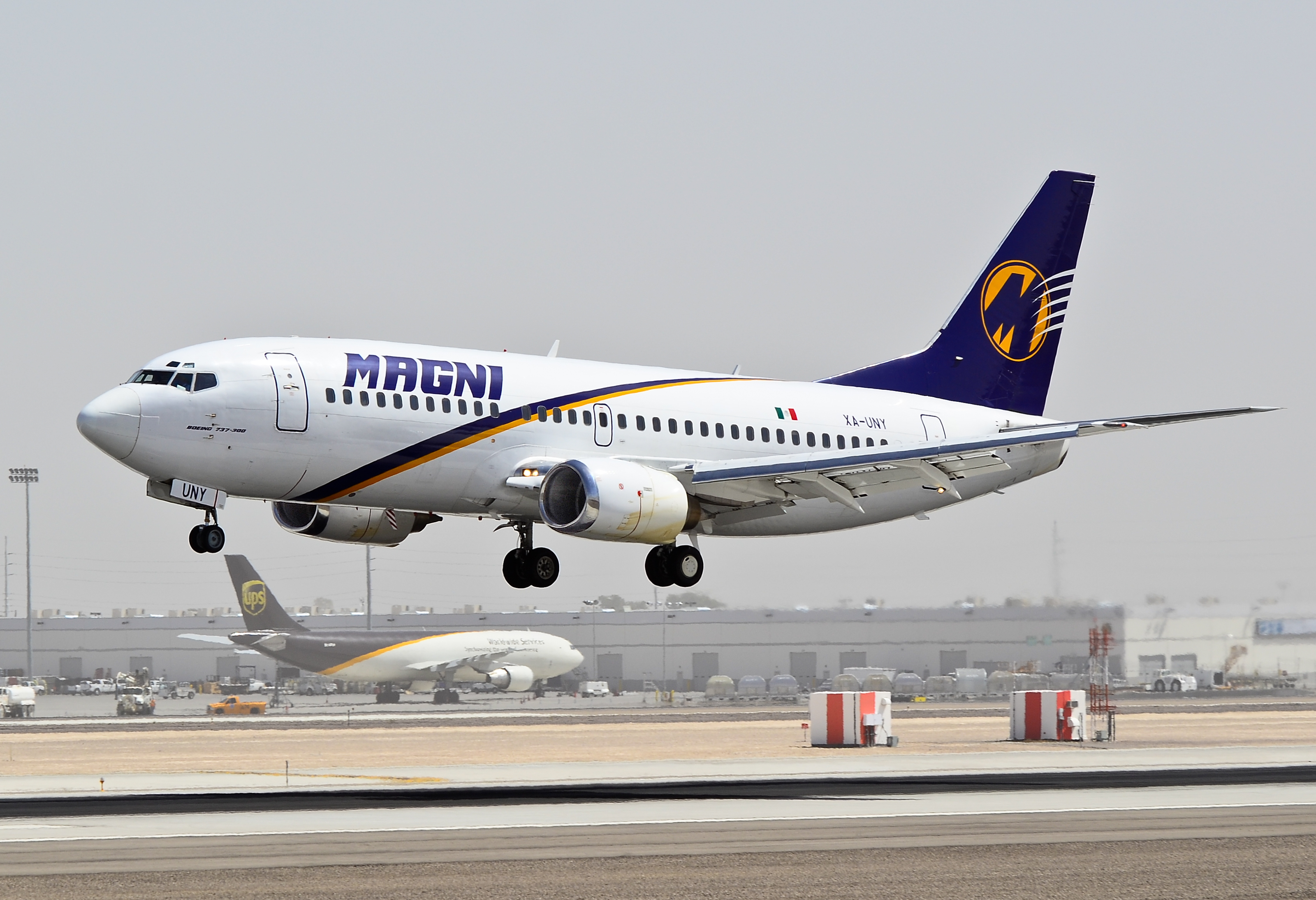
Boeing 737-322 de Magnicharters XA-UNY aterrizando en el Aeropuerto Internacional Harry Reid.
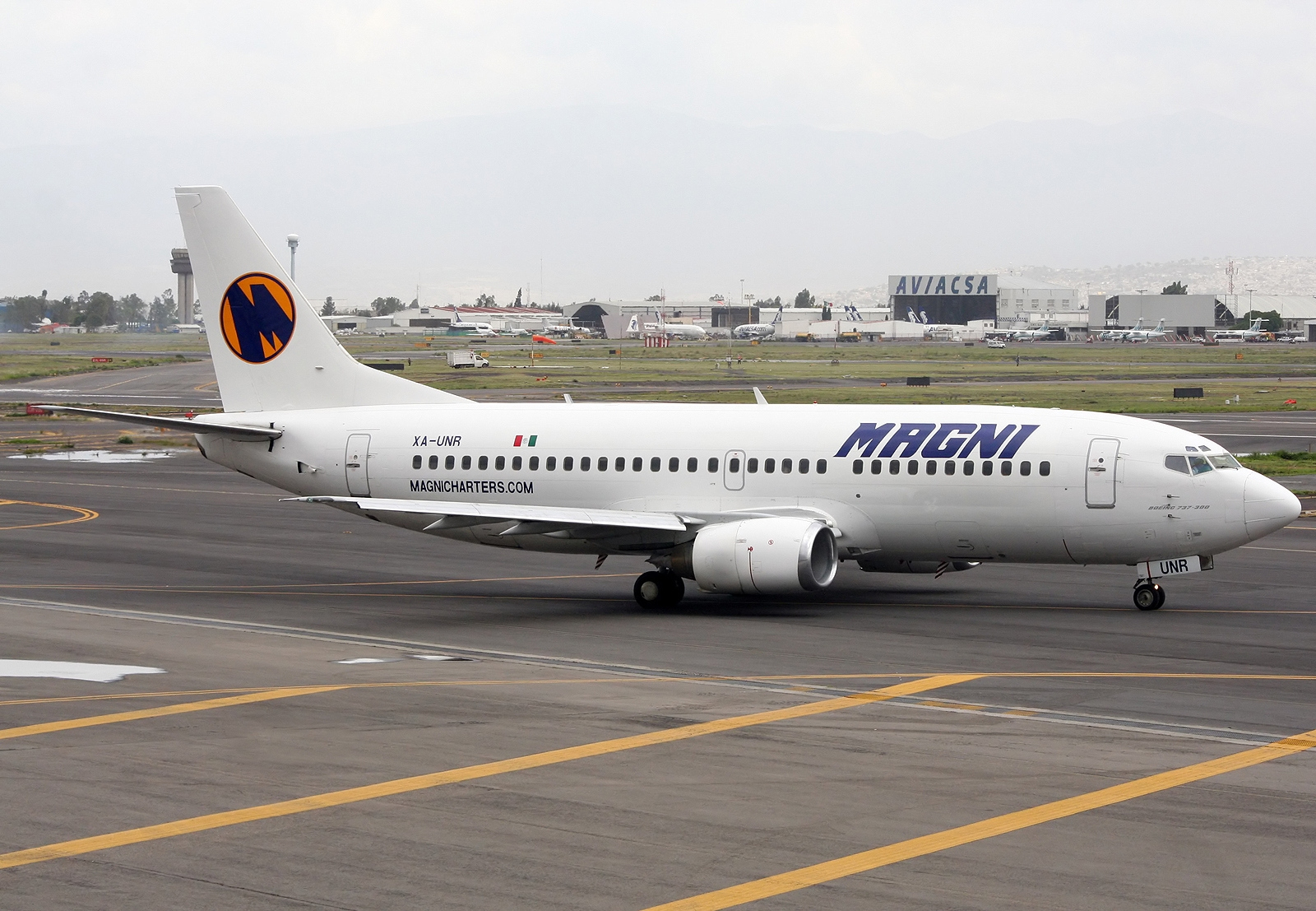
Boeing 737-322 de Magnicharters XA-UNR en el Aeropuerto Internacional de la Ciudad de México.
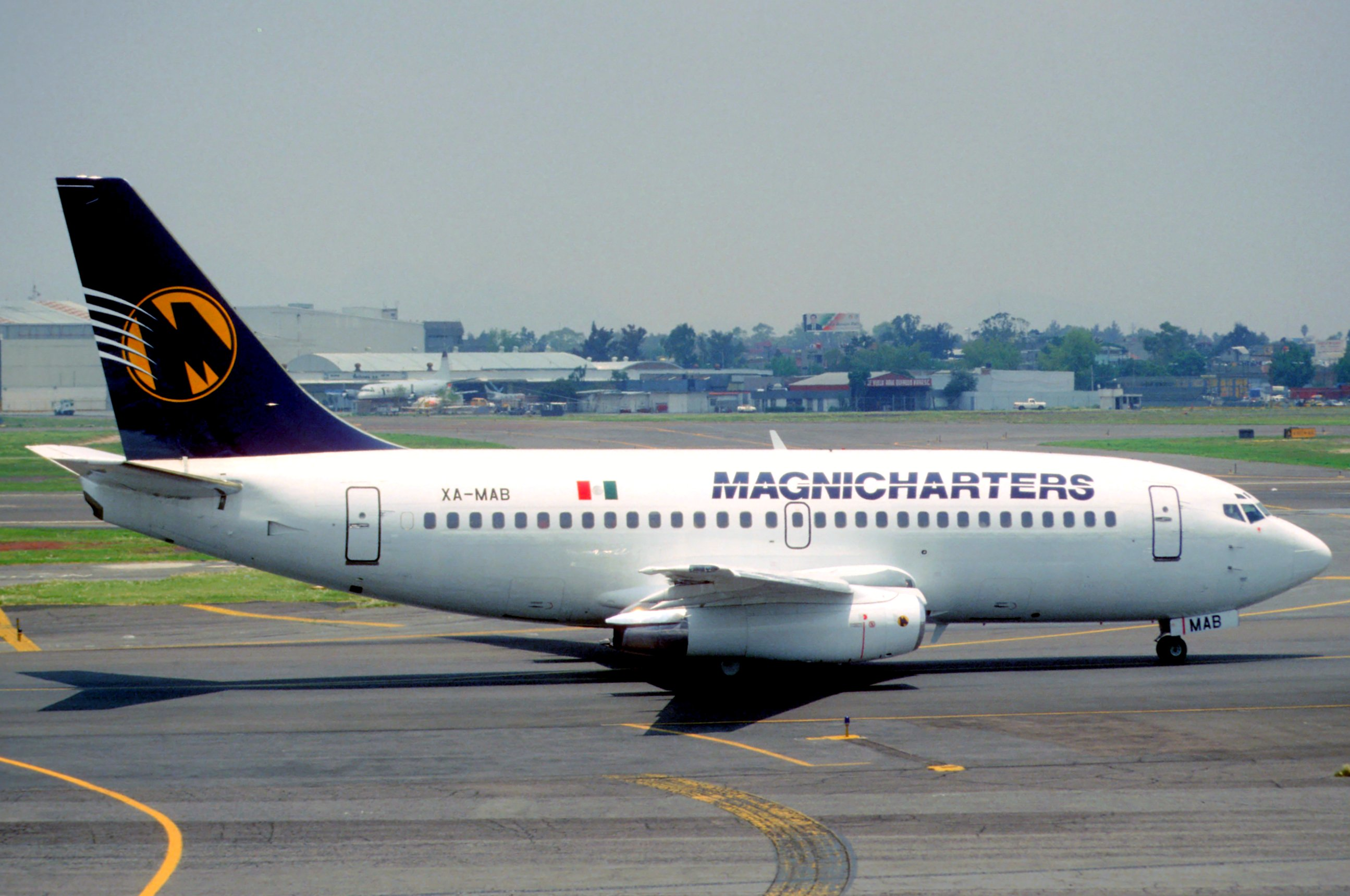
Boeing 737-277 de Magnicharters XA-UNM en el Aeropuerto Internacional de la Ciudad de México.
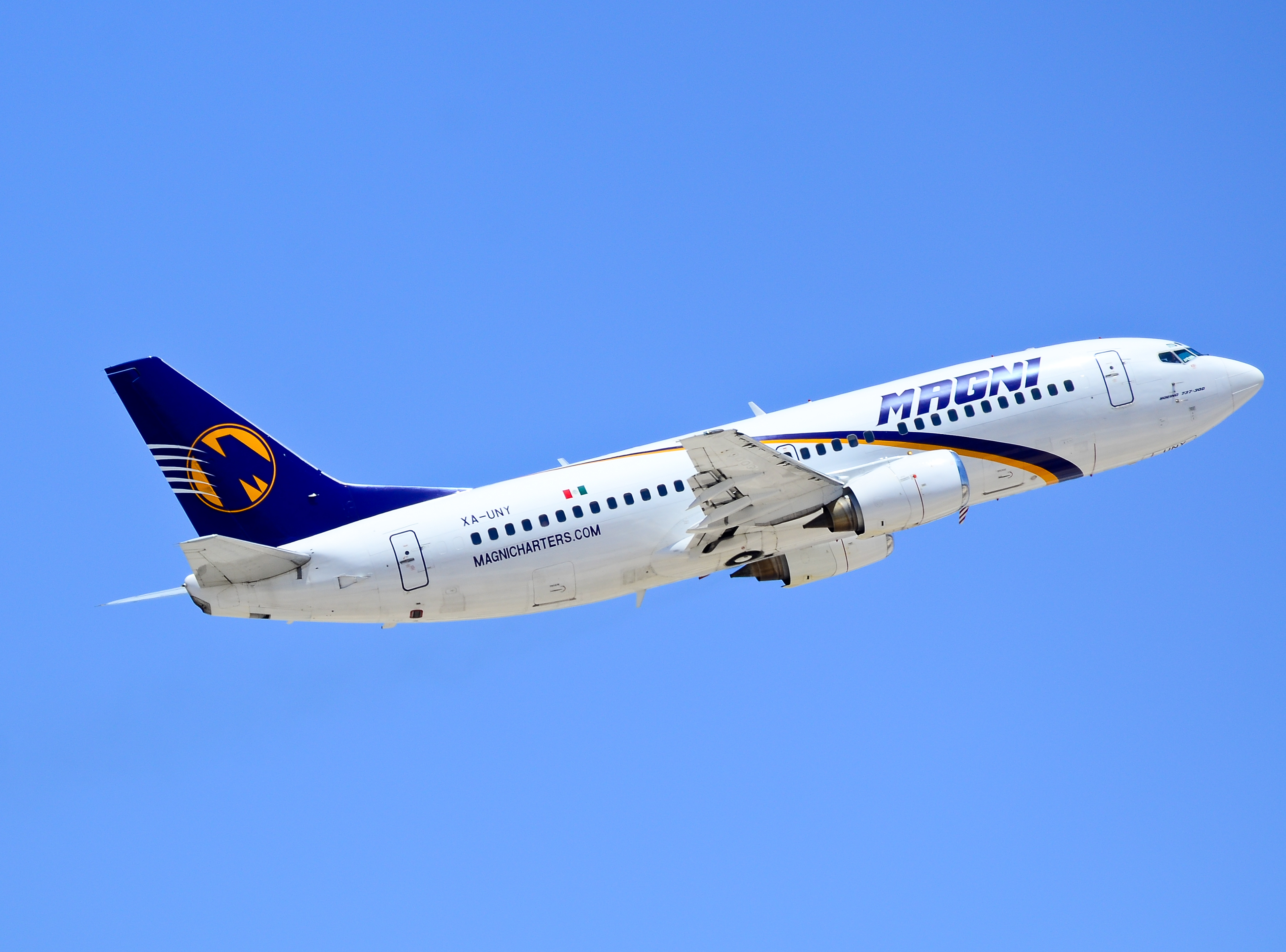
Boeing 737-322 de Magnicharters XA-UNY despegando del Aeropuerto Internacional Harry Reid.
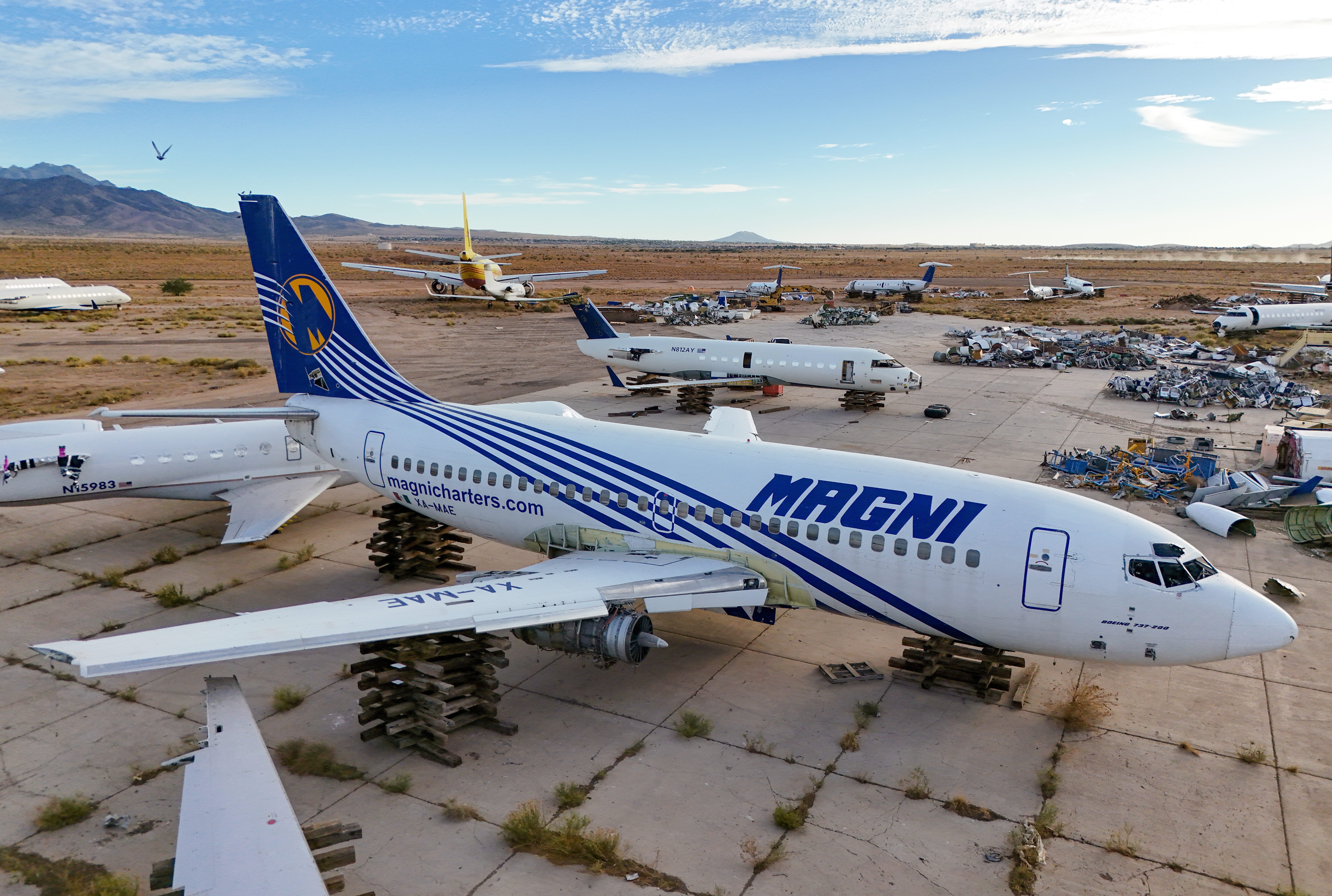
Boeing 737-277 de Magnicharters XA-MAE desguazado en Kingman, Arizona.